# Элктон (Виргиния)
Элктон (англ. Elkton) — город в округе Рокингхем  в штате Виргиния США. По данным переписи 2020 года, численность населения составляла 2941 человек.

## Население
| 2010 | 2010  | 2020  |
| ---- | ----- | ----- |
| 2042 | ↗2726 | ↗2941 |